# Khava Volóvitx
Khava Vladímirovna (Vílkovna) Volóvitx, rus: Хава Владимировна (Вильковна) Волович, fou una escriptora i actriu russa, directora de teatre de titelles i supervivent del Gulag.
En valor literari i testimoni històric, les seves notes dels camps de treball forçat soviètics s'han comparat amb els relats de Varlam Xalàmov i el Diari d'Anna Frank. Anne Applebaum escrigué que Volóvitx sobresurt en l'antologia Veus del Gulag, perquè ella, com Elena Glinka, no s'acovardia a l'hora de tocar temes tabú. La història de Volóvitx sobre el seu propi fill al campament contrasta amb alguns estereotips sobre l'egoisme i la venalitat de les presoneres del Gulag que parien els nens allà.

## Biografia
Khava Vladímirovna (Vílkovna) Volóvitx va néixer el 7 de gener de 1917 al poble de Sósnitsa, llavors a la gubèrnia de Txernígov, en una família jueva. El 1931 es va graduar en l'escola de set anys i va treballar com a mecanògrafa en una impremta, després com a correctora literària al diari Cooperativa de Treball, rus: Колхозный труд a Mena, óblast de Txerníhiv.
Volóvitx fou detinguda el 14 d'agost de 1937, acusada d'agitació antisoviètica i fou condemnada a 15 anys d'internament en camps de treballs i cinc anys d'inhabilitació. Va complir la seva condemna a Sevjeldórlag (talant arbres) a la mina Mariinski (fent feines agrícoles), a Ozerlag i a Steplag. El 1942 va donar a llum una filla que va morir al camp el 1944. Durant molts anys va participar en les produccions d'aficionats del camp, actuant en l'àmbit del teatre i en l'organització d'un teatre de titelles. Va ser alliberada el 20 d'abril de 1953.
Després de l'estada al camp, va viure tres anys a l'exili en el krai de Krasnoiarsk, fins al 1956. El 1957 va tornar a casa, a la ciutat de Mena. A partir de 1958, va dirigir un club de teatre de titelles local.
Fou rehabilitada el 28 de desembre de 1963. Va morir a Mena el 14 de febrer del 2000.

## Publicacions
- (rus) Журнал «Горизонт», № 2, 1989 г.
- (rus) Доднесь тяготеет. [Сб. воспоминаний]. Вып. 1. Записки вашей современницы / Сост. С. С. Виленский. — М.: Сов. пис., 1989. — С. 461—494.
- (rus) Озерлаг: как это было / сост. Л. С. Мухин. — Иркутск : Вост.-Сиб. кн. изд-во, 1992. — С. 55-87.
- (rus) Театр Гулага. Воспоминания. Очерки / Сост. М. М. Кораллов. — М.: Звенья, 1995. — С. 143—155, Театр ГУЛАГа.
- (rus) Отечественные записки. 2006. № 2/27 (на сайте ОЗ текст убран, но сохранился в кэше Яндекса).

### Traduccions a l'anglès
- Till my Tale is Told.[women's memoirs of GULAG] per Indiana University Press, 1999. Till my Tale is Told (anglès)
- Gulag Voices, editat per Anne Applebaum, Yale University Press, 2011. Gulag Voices. (anglès)